# Seznam nemških trobentarjev
Seznam nemških trobentarjev.

## B
- Johann Ambrosius Bach (1645-1695)
- Oskar Böhme (1870-1938)

## F
- Reinhold Friedrich (r. 1958)

## H
- Matthias Höfs (r. 1965)

## R
- Gottfried Reiche (1667-1734)

## S
- Adolf Scherbaum (1909–2000)
- Walter Scholz  (r. 1938)